# Сталактитова печера (Печера Термокса мала)
Сталактитова печера (Печера Термокса мала) — геологічна пам'ятка природи місцевого значення. Об'єкт розташований на території Тячівського району Закарпатської області, філія Тячівдержспецлісгосп, Тереблянське лісництво, урочище «Термокса», квартал 10, виділ 8, г. Термокса мала.
Площа — 3 га, статус отриманий у 1969 році.